# 巴新一国党
巴新一国党是巴布亚新几内亚的一个政党。 该党由约瑟夫·通德于2017年成立。 
 截至2019年5月，该党在国民议会中拥有一个席位。它由其唯一议员Peter Numu领导。 